# 高堰雪梅
高堰 雪梅（たかせき せつばい、1977年2月6日 - ）は、中華人民共和国・雲南省出身の女子体操競技選手。民族名は和 雪梅（He Xuemei）。

## 来歴
4歳で体操を始め、6歳で親元を離れ体操に専念。
1989年、中国ナショナルチーム入り。
1991年インディアナポリス世界選手権で団体4位。
1992年バルセロナオリンピックに6種目出場し団体では4位。
1993年上海東アジア大会にて個人総合と団体で2冠。
1994年広島アジア大会にて団体優勝。
1995年、日本女子体操強化の一環として来日し、北陸高校に留学。
1996年、九州女子短期大学に進学。
短大卒業後はクラブチームで指導の傍ら現役を続ける。
2006年に日本の陸上競技指導者である高堰崇と結婚し、日本国籍を取得した。
2006年アジア体操選手権に日本代表として出場した。
2007年、全日本選手権平均台優勝を果たす。